# العيطاء (المخادر)

تعديل مصدري - تعديل

العيطاء محلة تابعة لقرية الشاثة، التابعة لعزلة بضعة بمديرية المخادر إحدى مديريات محافظة إب في الجمهورية اليمنية، بلغ تعداد سكانها 40 حسب تعداد اليمن لعام 2004.